# Leuctro (Arcadia)
Leuctro o Leuctra (en griego, Λεῦκτρα, Λεῦκτρον) fue una antigua ciudad griega situada en Arcadia que en determinados periodos perteneció a Laconia.
Según Tucídides, estaba en el límite del territorio de los lacedemonios con el monte Liceo. Jenofonte la asocia con la Maleátide, el territorio de la ciudad de Malea.
Pausanias dice que fue una de las poblaciones pertenecientes al territorio de los egiteos que se unieron para poblar Megalópolis.